# Покорские-Жоравки
Покорские-Жоравки (пол. Pokorski) — малороссийский дворянский род.
Потомство Лукьяна Ивановича Жоравки, полковника Стародубского (?—1719, угасшее) и Фёдора Ивановича Покорского, лавника Стародубовского магистрата (1700).
Иван Данилович Покорский был женат на правнучке Лукьяна Жоравко — Наталье Ивановне Жоравко, их сыновья Иван и Федор стали основателями рода Покорских-Жоравко.

## Известные представители рода
- Покорский-Жоравко, Александр Иванович (1813—1874) — статский советник, пчеловод Российской империи; автор ряда научных трудов о пчеловодстве.
- Журавко-Покорский, Павел Александрович (1853—1916) — горный инженер и предприниматель.

## Описание герба
В красном поле серебряная опрокинутая подкова, обременённая золотым ключом влево.
На щите дворянский коронованный шлем. Нашлемник: коронованная чёрная голова. Намёт на щите красный, подложенный серебром.

## Вотчина
Села — Павловка, Яцковичи, Галинские Вялки, и деревни — Судынка, Шулаковка, Гарислов.